# Mistrovství světa ve fotbale žen 2019
Mistrovství světa ve fotbale žen 2019 bylo 8. mistrovství ve fotbale žen pořádané fotbalovou asociací FIFA. Konalo se od 7. června do 7. července 2019 ve Francii. Turnaj probíhal ve městech Lyon, Paříž, Nice, Montpellier, Rennes, Le Havre, Valenciennes, Remeš a Grenoble. Vítězství z roku 2015 obhájila a na tomto turnaji zvítězila reprezentace USA.

## Kandidáti na pořadatelství
Dne 6. března 2014 oznámila FIFA, že členské asociace, které mají zájem o hostování turnaje, musejí do 15. dubna 2014 předložit prohlášení o zájmu a do 31. října 2014 předložit kompletní soubor nabídkových dokumentů.
Zpočátku pět zemí uvedlo zájem o pořádání akcí: Anglie, Francie, Jižní Korea, Nový Zéland a Jihoafrická republika. Počet nabídkových zemí však byl v říjnu 2014 zúžen na dva, kdy francouzská fotbalová federace a jihokorejská fotbalová federace, které předložily své oficiální dokumenty o nabídkách FIFA. Jak Japonsko tak i Švédsko také vyjádřili zájem v nabídkovém řízení pro pořádání, nicméně Japonsko se rozhodlo zaměřit na Mistrovství světa v ragby 2019 a Letní olympijské hry 2020, zatímco Švédsko se rozhodlo zaměřit na Mistrovství Evropy.
Následující země učinily oficiální nabídky pro pořádání turnaje předložením svých dokumentů do 31. října 2014:
- Francie
- Jižní Korea

Hlasování o pořádání Mistrovství světa žen ve fotbale 2019 a Mistrovství světa ve fotbale žen do 20 let 2018 se konalo 19. března 2015 a v pořadatelství získala Francie.

## Účastníci
| Team                  | Datum zajištění účasti | Pořadí účasti na MS | Pořadí po sobě jdoucí účasti | Poslední účast | Nejlepší umístění                        |
| --------------------- | ---------------------- | ------------------- | ---------------------------- | -------------- | ---------------------------------------- |
| Francie               | 19. března 2015        | 4.                  | 3                            | 2015           | 4. místo(2011)                           |
| Čína                  | 9. dubna 2018          | 7.                  | 2                            | 2015           | 2. místo (1999)                          |
| Thajsko               | 12. dubna 2018         | 2.                  | 2                            | 2015           | Základní skupina (2015)                  |
| Austrálie             | 13. dubna 2018         | 7.                  | 7                            | 2015           | Čtvrtfinále(2007, 2011, 2015)            |
| Japonsko              | 13. dubna 2018         | 8.                  | 8                            | 2015           | Vítězové (2011)                          |
| Jižní Korea           | 17. dubna 2018         | 3.                  | 2                            | 2015           | Osmifinále (2015)                        |
| Brazílie              | 29. dubna 2018         | 8.                  | 8                            | 2015           | 2. místo (2007)                          |
| Chile                 | 22. dubna 2018         | 1.                  | 1                            | —              | —                                        |
| Španělsko             | 6. srpna 2018          | 2.                  | 2                            | 2015           | Základní skupina (2015)                  |
| Itálie                | 6. srpna 2018          | 3.                  | 1                            | 1999           | Čtvrtfinále(1991)                        |
| Anglie                | 31. srpna 2018         | 5.                  | 4                            | 2015           | 3. místo (2015)                          |
| Skotsko               | 4. září 2018           | 1.                  | 1                            | —              | —                                        |
| Norsko                | 4. září 2018           | 8.                  | 8                            | 2015           | Vítězové (1995)                          |
| Švédsko               | 4. září 2018           | 8.                  | 8                            | 2015           | 2. místo (2003)                          |
| Německo               | 4. září 2018           | 8.                  | 8                            | 2015           | Vítězové (2003, 2007)                    |
| Kanada                | 14. října 2018         | 8.                  | 8                            | 2015           | 4. místo (2003)                          |
| USA                   | 14. října 2018         | 8.                  | 8                            | 2015           | Vítězové (1991, 1999, 2015)              |
| Jamajka               | 17. října 2018         | 1.                  | 1                            | –              | –                                        |
| Nizozemsko            | 13. listopadu 2018     | 2.                  | 2                            | 2015           | Osmifinále (2015)                        |
| Argentina             | 13. listopadu 2018     | 3.                  | 1                            | 2007           | Základní skupina (2003, 2007)            |
| Nigérie               | 27. listopadu 2018     | 8.                  | 8                            | 2015           | Čtvrtfinále (1999)                       |
| Jihoafrická republika | 27. listopadu 2018     | 1.                  | 1                            | —              | —                                        |
| Kamerun               | 30. listopadu 2018     | 2.                  | 2                            | 2015           | Osmifinále (2015)                        |
| Nový Zéland           | 1. prosince 2018       | 5.                  | 4                            | 2015           | Základní skupina (1991, 2007, 2011 2015) |

## Stadiony
| Lyon                    | Paříž                                                                   | Nice                                                                    | Montpellier                                                             |                                                                         |
| ----------------------- | ----------------------------------------------------------------------- | ----------------------------------------------------------------------- | ----------------------------------------------------------------------- | ----------------------------------------------------------------------- |
| Parc Olympique Lyonnais | Parc des Princes                                                        | Allianz Riviera                                                         | Stade de la Mosson                                                      |                                                                         |
| Kapacita: 59 186        | Kapacita: 48 583                                                        | Kapacita: 35 624                                                        | Kapacita: 32 900                                                        |                                                                         |
|                         |                                                                         |                                                                         |                                                                         |                                                                         |
| Rennes                  | Lyon Grenoble Le Havre Montpellier Nice Paříž Remeš Rennes Valenciennes | Lyon Grenoble Le Havre Montpellier Nice Paříž Remeš Rennes Valenciennes | Lyon Grenoble Le Havre Montpellier Nice Paříž Remeš Rennes Valenciennes | Lyon Grenoble Le Havre Montpellier Nice Paříž Remeš Rennes Valenciennes |
| Roazhon Park            | Lyon Grenoble Le Havre Montpellier Nice Paříž Remeš Rennes Valenciennes | Lyon Grenoble Le Havre Montpellier Nice Paříž Remeš Rennes Valenciennes | Lyon Grenoble Le Havre Montpellier Nice Paříž Remeš Rennes Valenciennes | Lyon Grenoble Le Havre Montpellier Nice Paříž Remeš Rennes Valenciennes |
| Kapacita: 29 164        | Lyon Grenoble Le Havre Montpellier Nice Paříž Remeš Rennes Valenciennes | Lyon Grenoble Le Havre Montpellier Nice Paříž Remeš Rennes Valenciennes | Lyon Grenoble Le Havre Montpellier Nice Paříž Remeš Rennes Valenciennes | Lyon Grenoble Le Havre Montpellier Nice Paříž Remeš Rennes Valenciennes |
|                         | Lyon Grenoble Le Havre Montpellier Nice Paříž Remeš Rennes Valenciennes | Lyon Grenoble Le Havre Montpellier Nice Paříž Remeš Rennes Valenciennes | Lyon Grenoble Le Havre Montpellier Nice Paříž Remeš Rennes Valenciennes | Lyon Grenoble Le Havre Montpellier Nice Paříž Remeš Rennes Valenciennes |
| Le Havre                | Valenciennes                                                            | Remeš                                                                   | Grenoble                                                                |                                                                         |
| Stade Océane            | Stade du Hainaut                                                        | Stade Auguste-Delaune                                                   | Stade des Alpes                                                         |                                                                         |
| Kapacita: 25 178        | Kapacita: 25 172                                                        | Kapacita: 21 127                                                        | Kapacita: 20 068                                                        |                                                                         |
|                         |                                                                         |                                                                         |                                                                         |                                                                         |

## Skupinová fáze
Všechny časy zápasů jsou uvedeny v SELČ (UTC +2).
| Vysvětlivky | Vysvětlivky                                                         |
| ----------- | ------------------------------------------------------------------- |
|             | První dva týmy z každé skupiny postupují do vyřazovací fáze         |
|             | Čtyři nejlepší týmy na třetích místech postupují do vyřazovací fáze |

### Skupina A
| Tým         | Z | V | R | P | VG | IG | +/− | B |
| ----------- | - | - | - | - | -- | -- | --- | - |
| Francie     | 3 | 3 | 0 | 0 | 7  | 1  | +6  | 9 |
| Norsko      | 3 | 2 | 0 | 1 | 6  | 3  | +3  | 6 |
| Nigérie     | 3 | 1 | 0 | 2 | 2  | 4  | −2  | 3 |
| Jižní Korea | 3 | 0 | 0 | 3 | 1  | 8  | −7  | 0 |

| 7. června 2019 21:00                              |        |             |                                                                       |
| Francie                                           | 4 : 0  | Jižní Korea | Parc des Princes, Paříž diváci: 45 261 rozhodčí: Claudia Umpiérrezová |
| Le Sommerová 9' Renardová 35', 45+2' Henryová 85' | Report |             | Parc des Princes, Paříž diváci: 45 261 rozhodčí: Claudia Umpiérrezová |

| 8. června 2019 21:00                           |        |         |                                                                        |
| Norsko                                         | 3 : 0  | Nigérie | Stade Auguste-Delaune, Remeš diváci: 11 058 rozhodčí: Kate Jacewiczová |
| Reitenová 17' Utlandová 34' Ohaleová 37' (vl.) | Report |         | Stade Auguste-Delaune, Remeš diváci: 11 058 rozhodčí: Kate Jacewiczová |

| 12. června 2019 15:00                |        |             |                                                                             |
| Nigérie                              | 2 : 0  | Jižní Korea | Stade des Alpes, Grenoble diváci: 11 252 rozhodčí: Anastasia Pustovoitovová |
| Kim Do-yeon 29' (vl.) Oshoalaová 75' | Report |             | Stade des Alpes, Grenoble diváci: 11 252 rozhodčí: Anastasia Pustovoitovová |

| 12. června 2019 21:00                 |        |                     |                                                                     |
| Francie                               | 2 : 1  | Norsko              | Allianz Riviera, Nice diváci: 34 872 rozhodčí: Bibiana Steinhausová |
| Gauvinová 46' Le Sommerová 72' (pen.) | Report | Renardová 54' (vl.) | Allianz Riviera, Nice diváci: 34 872 rozhodčí: Bibiana Steinhausová |

| 17. června 2019 21:00 |        |                      |                                                                 |
| Nigérie               | 0 : 1  | Francie              | Roazhon Park, Rennes diváci: 28 267 rozhodčí: Melissa Borjasová |
|                       | Report | Renardová 79' (pen.) | Roazhon Park, Rennes diváci: 28 267 rozhodčí: Melissa Borjasová |

| 17. června 2019 21:00 |        |                                                |                                                                                |
| Jižní Korea           | 1 : 2  | Norsko                                         | Stade Auguste-Delaune, Remeš diváci: 13 034 rozhodčí: Marie-Soleil Beaudoinová |
| Jo Min-dži 78'        | Report | C. Hansenová 4' (pen.) Herlovsenová 50' (pen.) | Stade Auguste-Delaune, Remeš diváci: 13 034 rozhodčí: Marie-Soleil Beaudoinová |

### Skupina B
| Tým                   | Z | V | R | P | VG | IG | +/− | B |
| --------------------- | - | - | - | - | -- | -- | --- | - |
| Německo               | 3 | 3 | 0 | 0 | 6  | 0  | +6  | 9 |
| Španělsko             | 3 | 1 | 1 | 1 | 3  | 2  | +1  | 4 |
| Čína                  | 3 | 1 | 1 | 1 | 1  | 1  | 0   | 4 |
| Jihoafrická republika | 3 | 0 | 0 | 3 | 1  | 8  | −7  | 0 |

| 8. června 2019 15:00 |        |      |                                                                        |
| Německo              | 1 : 0  | Čína | Roazhon Park, Rennes diváci: 15 283 rozhodčí: Marie-Soleil Beaudoinová |
| Gwinnová 66'         | Report |      | Roazhon Park, Rennes diváci: 15 283 rozhodčí: Marie-Soleil Beaudoinová |

| 8. června 2019 18:00                              |        |                       |                                                                   |
| Španělsko                                         | 3 : 1  | Jihoafrická republika | Stade Océane, Le Havre diváci: 12 044 rozhodčí: María Carvajalová |
| Hermosová 69' (pen.), 82' (pen.) L. Garcíaová 89' | Report | Kgatlanaová 25'       | Stade Océane, Le Havre diváci: 12 044 rozhodčí: María Carvajalová |

| 12. června 2019 18:00 |        |           |                                                                            |
| Německo               | 1 : 0  | Španělsko | Stade du Hainaut, Valenciennes diváci: 20 761 rozhodčí: Kateryna Monzulová |
| Däbritzová 42'        | Report |           | Stade du Hainaut, Valenciennes diváci: 20 761 rozhodčí: Kateryna Monzulová |

| 13. června 2019 21:00 |        |             |                                                                     |
| Jihoafrická republika | 0 : 1  | Čína        | Parc des Princes, Paříž diváci: 20 011 rozhodčí: Katalin Kulcsárová |
|                       | Report | Li Jing 40' | Parc des Princes, Paříž diváci: 20 011 rozhodčí: Katalin Kulcsárová |

| 17. června 2019 18:00 |        |                                                         |                                                                         |
| Jihoafrická republika | 0 : 4  | Německo                                                 | Stade de la Mosson, Montpellier diváci: 15 502 rozhodčí: Sandra Brazová |
|                       | Report | Leupolzová 14' Däbritzová 29' Poppová 40' Magullová 58' | Stade de la Mosson, Montpellier diváci: 15 502 rozhodčí: Sandra Brazová |

| 17. června 2019 18:00 |        |           |                                                                        |
| Čína                  | 0 : 0  | Španělsko | Stade Océane, Le Havre diváci: 11 814 rozhodčí: Edina Alves Batistaová |
|                       | Report |           | Stade Océane, Le Havre diváci: 11 814 rozhodčí: Edina Alves Batistaová |

### Skupina C
| Tým       | Z | V | R | P | VG | IG | +/− | B |
| --------- | - | - | - | - | -- | -- | --- | - |
| Itálie    | 3 | 2 | 0 | 1 | 7  | 2  | +5  | 6 |
| Austrálie | 3 | 2 | 0 | 1 | 8  | 5  | +3  | 6 |
| Brazílie  | 3 | 2 | 0 | 1 | 6  | 3  | +3  | 6 |
| Jamajka   | 3 | 0 | 0 | 3 | 1  | 12 | −11 | 0 |

| 9. června 2019 13:00 |        |                        |                                                                           |
| Austrálie            | 1 : 2  | Itálie                 | Stade du Hainaut, Valenciennes diváci: 15 380 rozhodčí: Melissa Borjasová |
| Kerrová 22'          | Report | Bonanseaová 56', 90+5' | Stade du Hainaut, Valenciennes diváci: 15 380 rozhodčí: Melissa Borjasová |

| 9. června 2019 15:30       |        |         |                                                                    |
| Brazílie                   | 3 : 0  | Jamajka | Stade des Alpes, Grenoble diváci: 17 668 rozhodčí: Riem Husseinová |
| Cristianeová 15', 50', 64' | Report |         | Stade des Alpes, Grenoble diváci: 17 668 rozhodčí: Riem Husseinová |

| 13. června 2019 18:00                         |        |                                   |                                                                            |
| Austrálie                                     | 3 : 2  | Brazílie                          | Stade de la Mosson, Montpellier diváci: 17 032 rozhodčí: Esther Staubliová |
| Foordová 45+1' Logarzová 58' Mônica 66' (vl.) | Report | Marta 27' (pen.) Cristianeová 38' | Stade de la Mosson, Montpellier diváci: 17 032 rozhodčí: Esther Staubliová |

| 14. června 2019 18:00 |        |                                                   |                                                                              |
| Jamajka               | 0 : 5  | Itálie                                            | Stade Auguste-Delaune, Remeš diváci: 12 016 rozhodčí: Anna-Marie Keighleyová |
|                       | Report | Girelliová 12' (pen.), 25', 46' Galliová 71', 81' | Stade Auguste-Delaune, Remeš diváci: 12 016 rozhodčí: Anna-Marie Keighleyová |

| 18. června 2019 21:00 |        |                            |                                                                       |
| Jamajka               | 1 : 4  | Austrálie                  | Stade des Alpes, Grenoble diváci: 17 402 rozhodčí: Katalin Kulcsárová |
| Solaunová 49'         | Report | Kerrová 11', 42', 69', 83' | Stade des Alpes, Grenoble diváci: 17 402 rozhodčí: Katalin Kulcsárová |

| 18. června 2019 21:00 |        |                  |                                                                           |
| Itálie                | 0 : 1  | Brazílie         | Stade du Hainaut, Valenciennes diváci: 21 669 rozhodčí: Lucila Venegasová |
|                       | Report | Marta 74' (pen.) | Stade du Hainaut, Valenciennes diváci: 21 669 rozhodčí: Lucila Venegasová |

### Skupina D
| Tým       | Z | V | R | P | VG | IG | +/− | B |
| --------- | - | - | - | - | -- | -- | --- | - |
| Anglie    | 3 | 3 | 0 | 0 | 5  | 1  | +4  | 9 |
| Japonsko  | 3 | 1 | 1 | 1 | 2  | 3  | −1  | 4 |
| Argentina | 3 | 0 | 2 | 1 | 3  | 4  | −1  | 2 |
| Skotsko   | 3 | 0 | 1 | 2 | 5  | 7  | −2  | 1 |

| 9. června 2019 18:00              |        |               |                                                              |
| Anglie                            | 2 : 1  | Skotsko       | Allianz Riviera, Nice diváci: 13 188 rozhodčí: Jana Adámková |
| Parrisová 14' (pen.) Whiteová 40' | Report | Emslieová 79' | Allianz Riviera, Nice diváci: 13 188 rozhodčí: Jana Adámková |

| 10. června 2019 18:00 |        |          |                                                                        |
| Argentina             | 0 : 0  | Japonsko | Parc des Princes, Paříž diváci: 25 055 rozhodčí: Stéphanie Frappartová |
|                       | Report |          | Parc des Princes, Paříž diváci: 25 055 rozhodčí: Stéphanie Frappartová |

| 14. června 2019 15:00                 |        |                 |                                                                      |
| Japonsko                              | 2 : 1  | Skotsko         | Roazhon Park, Rennes diváci: 13 201 rozhodčí: Lidya Tafesse Abebeová |
| Iwabučiová 23' Sugasawaová 37' (pen.) | Report | Clellandová 88' | Roazhon Park, Rennes diváci: 13 201 rozhodčí: Lidya Tafesse Abebeová |

| 14. června 2019 21:00 |        |           |                                                             |
| Anglie                | 1 : 0  | Argentina | Stade Océane, Le Havre diváci: 20 294 rozhodčí: Liang Čchin |
| Taylorová 62'         | Report |           | Stade Océane, Le Havre diváci: 20 294 rozhodčí: Liang Čchin |

| 19. června 2019 21:00 |        |                   |                                                                     |
| Japonsko              | 0 : 2  | Anglie            | Allianz Riviera, Nice diváci: 14 319 rozhodčí: Claudia Umpiérrezová |
|                       | Report | Whiteová 14', 84' | Allianz Riviera, Nice diváci: 14 319 rozhodčí: Claudia Umpiérrezová |

| 19. června 2019 21:00                        |        |                                                                  |                                                              |
| Skotsko                                      | 3 : 3  | Argentina                                                        | Parc des Princes, Paříž diváci: 28 205 rozhodčí: Ri Hyang-ok |
| Littleová 19' Beattieová 49' Cuthbertová 69' | Report | Menéndezová 74' Alexanderová 79' (vl.) Bonsegundová 90+4' (pen.) | Parc des Princes, Paříž diváci: 28 205 rozhodčí: Ri Hyang-ok |

### Skupina E
| Tým         | Z | V | R | P | VG | IG | +/− | B |
| ----------- | - | - | - | - | -- | -- | --- | - |
| Nizozemsko  | 3 | 3 | 0 | 0 | 6  | 2  | +4  | 9 |
| Kanada      | 3 | 2 | 0 | 1 | 4  | 2  | +2  | 6 |
| Kamerun     | 3 | 1 | 0 | 2 | 3  | 5  | −2  | 3 |
| Nový Zéland | 3 | 0 | 0 | 3 | 1  | 5  | −4  | 0 |

| 10. června 2019 21:00 |        |         |                                                                      |
| Kanada                | 1 : 0  | Kamerun | Stade de la Mosson, Montpellier diváci: 10 710 rozhodčí: Ri Hyang-ok |
| Buchananová 45'       | Report |         | Stade de la Mosson, Montpellier diváci: 10 710 rozhodčí: Ri Hyang-ok |

| 11. června 2019 15:00 |        |                |                                                                        |
| Nový Zéland           | 0 : 1  | Nizozemsko     | Stade Océane, Le Havre diváci: 10 654 rozhodčí: Edina Alves Batistaová |
|                       | Report | Roordová 90+2' | Stade Océane, Le Havre diváci: 10 654 rozhodčí: Edina Alves Batistaová |

| 15. června 2019 15:00                 |        |                |                                                                          |
| Nizozemsko                            | 3 : 1  | Kamerun        | Stade du Hainaut, Valenciennes diváci: 22 423 rozhodčí: Casey Reibeltová |
| Miedemaová 41', 85' Bloodworthová 48' | Report | Onguénéová 43' | Stade du Hainaut, Valenciennes diváci: 22 423 rozhodčí: Casey Reibeltová |

| 15. června 2019 21:00        |        |             |                                                                       |
| Kanada                       | 2 : 0  | Nový Zéland | Stade des Alpes, Grenoble diváci: 14 856 rozhodčí: Jošimi Jamašitaová |
| Flemingová 48' Princeová 79' | Report |             | Stade des Alpes, Grenoble diváci: 14 856 rozhodčí: Jošimi Jamašitaová |

| 20. června 2019 18:00            |        |                 |                                                                             |
| Nizozemsko                       | 2 : 1  | Kanada          | Stade Auguste-Delaune, Remeš diváci: 19 277 rozhodčí: Stéphanie Frappartová |
| Dekkerová 54' Beerensteynová 75' | Report | Sinclairová 60' | Stade Auguste-Delaune, Remeš diváci: 19 277 rozhodčí: Stéphanie Frappartová |

| 20. června 2019 18:00 |        |                    |                                                                            |
| Kamerun               | 2 : 1  | Nový Zéland        | Stade de la Mosson, Montpellier diváci: 8 009 rozhodčí: Kateryna Monzulová |
| Nchoutová 57', 90+5'  | Report | Awonaová 80' (vl.) | Stade de la Mosson, Montpellier diváci: 8 009 rozhodčí: Kateryna Monzulová |

### Skupina F
| Tým     | Z | V | R | P | VG | IG | +/− | B |
| ------- | - | - | - | - | -- | -- | --- | - |
| USA     | 3 | 3 | 0 | 0 | 18 | 0  | +18 | 9 |
| Švédsko | 3 | 2 | 0 | 1 | 7  | 3  | +4  | 6 |
| Chile   | 3 | 1 | 0 | 2 | 2  | 5  | −3  | 3 |
| Thajsko | 3 | 0 | 0 | 3 | 1  | 20 | −19 | 0 |

| 11. června 2019 18:00 |        |                                |                                                                         |
| Chile                 | 0 : 2  | Švédsko                        | Stade Auguste-Delaune, Remeš diváci: 15 875 rozhodčí: Lucila Venegasová |
|                       | Report | Asllaniová 83' Janogyová 90+4' | Stade Auguste-Delaune, Remeš diváci: 15 875 rozhodčí: Lucila Venegasová |

| 11. června 2019 21:00 |        |         |                                                                 |
| USA | 13 : 0 | Thajsko | Roazhon Park, Rennes diváci: 18 591 rozhodčí: Laura Fortunatová |
| Morganová 12', 53', 74', 81', 87' Lavelleová 20', 56' Horanová 32' Mewisová 50', 54' Rapinoeová 79' Pughová 85' Lloydová 90+2' | Report |         | Roazhon Park, Rennes diváci: 18 591 rozhodčí: Laura Fortunatová |

| 16. června 2019 15:00                                                             |        |                    |                                                                    |
| Švédsko                                                                           | 5 : 1  | Thajsko            | Allianz Riviera, Nice diváci: 9 354 rozhodčí: Salima Mukansangaová |
| Sembrantová 6' Asllaniová 19' Rolfövá 42' Hurtigová 81' Rubenssonová 90+6' (pen.) | Report | Sungngoenová 90+1' | Allianz Riviera, Nice diváci: 9 354 rozhodčí: Salima Mukansangaová |

| 16. června 2019 18:00         |        |       |                                                                  |
| USA                           | 3 : 0  | Chile | Parc des Princes, Paříž diváci: 45 594 rozhodčí: Riem Husseinová |
| Lloydová 11', 35' Ertzová 26' | Report |       | Parc des Princes, Paříž diváci: 45 594 rozhodčí: Riem Husseinová |

| 17. června 2019 21:00 |        |                                    |                                                                        |
| Švédsko               | 0 : 2  | USA                                | Stade Océane, Le Havre diváci: 22 418 rozhodčí: Anastasia Pustovoitova |
|                       | Report | Horanová 3' Anderssonová 50' (vl.) | Stade Océane, Le Havre diváci: 22 418 rozhodčí: Anastasia Pustovoitova |

| 17. června 2019 21:00 |        |                                      |                                                                      |
| Thajsko               | 0 : 2  | Chile                                | Roazhon Park, Rennes diváci: 13 567 rozhodčí: Anna-Marie Keighleyová |
|                       | Report | Warapornová 48' (vl.) Urrutiaová 80' | Roazhon Park, Rennes diváci: 13 567 rozhodčí: Anna-Marie Keighleyová |

### Žebříček týmů na třetích místech
| Sk. | Tým       | Z | V | R | P | VG | IG | +/- | B |
| --- | --------- | - | - | - | - | -- | -- | --- | - |
| C   | Brazílie  | 3 | 2 | 0 | 1 | 6  | 3  | +3  | 6 |
| B   | Čína      | 3 | 1 | 1 | 1 | 1  | 1  | 0   | 4 |
| E   | Kamerun   | 3 | 1 | 0 | 2 | 3  | 5  | -2  | 3 |
| A   | Nigérie   | 3 | 1 | 0 | 2 | 2  | 4  | -2  | 3 |
| F   | Chile     | 3 | 1 | 0 | 2 | 2  | 5  | -3  | 3 |
| D   | Argentina | 3 | 0 | 2 | 1 | 3  | 4  | -1  | 2 |

Při rovnosti bodů rozhodují: 1) body 2) rozdíl vstřelených a inkasovaných gólů 3) vstřelené góly 4) body fair play 5) los

## Vyřazovací fáze

### Pavouk
|  | Osmifinále                | Osmifinále                |                       |       | Čtvrtfinále   | Čtvrtfinále   |                    |                    | Semifinále | Semifinále |  |  | Finále | Finále |
|  |                           |                           |                       |       |               |               |                    |                    |            |            |  |  |        |        |
|  | 22. června – Nice         |                           |                       |       |               |               |                    |                    |            |            |  |  |        |        |
|  |                           |                           |                       |       |               |               |                    |                    |            |            |  |  |        |        |
|  | Norsko                    | 1 (4)                     |                       |       |               |               |                    |                    |            |            |  |  |        |        |
|  | Norsko                    | 1 (4)                     | 27. června – Le Havre |       |               |               |                    |                    |            |            |  |  |        |        |
|  | Austrálie                 | 1 (1)                     |                       |       |               |               |                    |                    |            |            |  |  |        |        |
|  | Austrálie                 | 1 (1)                     | Norsko                | 0     |               |               |                    |                    |            |            |  |  |        |        |
|  | 23. června – Valenciennes |                           | Norsko                | 0     |               |               |                    |                    |            |            |  |  |        |        |
|  |                           | Anglie                    | 3                     |       |               |               |                    |                    |            |            |  |  |        |        |
|  | Anglie                    | Anglie                    | 3                     | 3     |               |               |                    |                    |            |            |  |  |        |        |
|  | Anglie                    |                           | 2. července– Lyon     | 3     |               |               |                    |                    |            |            |  |  |        |        |
|  | Kamerun                   | 0                         |                       |       |               |               |                    |                    |            |            |  |  |        |        |
|  | Kamerun                   | 0                         | Anglie                | 1     |               |               |                    |                    |            |            |  |  |        |        |
|  | 23. června – Le Havre     |                           | Anglie                | 1     |               |               |                    |                    |            |            |  |  |        |        |
|  |                           | USA                       | 2                     |       |               |               |                    |                    |            |            |  |  |        |        |
|  | Francie                   | USA                       | 2                     | 2 pp. |               |               |                    |                    |            |            |  |  |        |        |
|  | Francie                   | 28. června – Paříž        |                       | 2 pp. |               |               |                    |                    |            |            |  |  |        |        |
|  | Brazílie                  | 1                         |                       |       |               |               |                    |                    |            |            |  |  |        |        |
|  | Brazílie                  | 1                         | Francie               | 1     |               |               |                    |                    |            |            |  |  |        |        |
|  | 24. června – Remeš        |                           | Francie               | 1     |               |               |                    |                    |            |            |  |  |        |        |
|  |                           | USA                       | 2                     |       |               |               |                    |                    |            |            |  |  |        |        |
|  | Španělsko                 | USA                       | 2                     | 1     |               |               |                    |                    |            |            |  |  |        |        |
|  | Španělsko                 |                           | 7. července – Lyon    | 1     |               |               |                    |                    |            |            |  |  |        |        |
|  | USA                       | 2                         |                       |       |               |               |                    |                    |            |            |  |  |        |        |
|  | USA                       | 2                         | USA                   | 2     |               |               |                    |                    |            |            |  |  |        |        |
|  | 25. června – Montpellier  |                           | USA                   | 2     |               |               |                    |                    |            |            |  |  |        |        |
|  |                           | Nizozemsko                | 0                     |       |               |               |                    |                    |            |            |  |  |        |        |
|  | Itálie                    | Nizozemsko                | 0                     | 2     |               |               |                    |                    |            |            |  |  |        |        |
|  | Itálie                    | 28. června – Valenciennes |                       | 2     |               |               |                    |                    |            |            |  |  |        |        |
|  | Čína                      | 0                         |                       |       |               |               |                    |                    |            |            |  |  |        |        |
|  | Čína                      | 0                         | Itálie                | 0     |               |               |                    |                    |            |            |  |  |        |        |
|  | 25. června – Rennes       |                           | Itálie                | 0     |               |               |                    |                    |            |            |  |  |        |        |
|  |                           | Nizozemsko                | 2                     |       |               |               |                    |                    |            |            |  |  |        |        |
|  | Nizozemsko                | Nizozemsko                | 2                     | 2     |               |               |                    |                    |            |            |  |  |        |        |
|  | Nizozemsko                |                           | 3. července– Lyon     | 2     |               |               |                    |                    |            |            |  |  |        |        |
|  | Japonsko                  | 1                         |                       |       |               |               |                    |                    |            |            |  |  |        |        |
|  | Japonsko                  | 1                         | Nizozemsko            | 1 pp. |               |               |                    |                    |            |            |  |  |        |        |
|  | 22. června – Grenoble     |                           | Nizozemsko            | 1 pp. |               |               |                    |                    |            |            |  |  |        |        |
|  |                           | Švédsko                   | 0                     |       | O třetí místo | O třetí místo |                    |                    |            |            |  |  |        |        |
|  | Německo                   | Švédsko                   | 0                     | 3     | O třetí místo | O třetí místo |                    |                    |            |            |  |  |        |        |
|  | Německo                   | 29. června – Rennes       | 29. června – Rennes   | 3     |               |               | 6. července – Nice | 6. července – Nice |            |            |  |  |        |        |
|  | Nigérie                   | 29. června – Rennes       | 29. června – Rennes   | 0     |               |               | 6. července – Nice | 6. července – Nice |            |            |  |  |        |        |
|  | Nigérie                   | Německo                   | 1                     | 0     | Anglie        | 1             |                    |                    |            |            |  |  |        |        |
|  | 24. června – Paříž        | Německo                   | 1                     |       | Anglie        | 1             |                    |                    |            |            |  |  |        |        |
|  |                           | Švédsko                   | 2                     |       | Švédsko       | 2             |                    |                    |            |            |  |  |        |        |
|  | Švédsko                   | Švédsko                   | 2                     | 1     | Švédsko       | 2             |                    |                    |            |            |  |  |        |        |
|  | Švédsko                   |                           |                       | 1     |               |               |                    |                    |            |            |  |  |        |        |
|  | Kanada                    | 0                         |                       |       |               |               |                    |                    |            |            |  |  |        |        |
|  | Kanada                    | 0                         |                       |       |               |               |                    |                    |            |            |  |  |        |        |

Všechny časy zápasů jsou uvedeny v SELČ (UTC +2).

### Osmifinále
| 22. června 2019 17:30                             |        |         |                                                                         |
| Německo                                           | 3 : 0  | Nigérie | Stade des Alpes, Grenoble diváci: 17 988 rozhodčí: Yoshimi Yamashitaová |
| Poppová 20' Däbritzová 27' (pen.) Schüllerová 82' | Report |         | Stade des Alpes, Grenoble diváci: 17 988 rozhodčí: Yoshimi Yamashitaová |

| 22. června 2019 21:00 |            |                       |                                                                |
| Norsko                | 2 : 1 pen. | Austrálie             | Allianz Riviera, Nice diváci: 12 229 rozhodčí: Riem Husseinová |
| Herlovsenová 31'      | Report     | 83' Kellond-Knightová | Allianz Riviera, Nice diváci: 12 229 rozhodčí: Riem Husseinová |

|                                           |     | Penaltový rozstřel           |  |
| C. Hansenová Reitenová Mjeldeová Engenová | 4–1 | Kerrová Gielniková Catleyová |  |

| 23. června 2019 17:30                           |        |         |                                                                   |
| Anglie                                          | 3 : 0  | Kamerun | Stade du Hainaut, Valenciennes diváci: 20 148 rozhodčí: Qin Liang |
| Houghtonová 14' Whiteová 45+4' Greenwoodová 58' | Report |         | Stade du Hainaut, Valenciennes diváci: 20 148 rozhodčí: Qin Liang |

| 23. června 2019 21:00       |           |            |                                                                          |
| Francie                     | 2 : 1 pp. | Brazílie   | Stade Océane, Le Havre diváci: 23 965 rozhodčí: Marie-Soleil Beaudoinová |
| Gauvinová 52' Henryová 107' | Report    | 63' Thaisa | Stade Océane, Le Havre diváci: 23 965 rozhodčí: Marie-Soleil Beaudoinová |

| 24. června 2019 18:00 |        |                                  |                                                                          |
| Španělsko             | 1 : 2  | USA                              | Stade Auguste-Delaune, Remeš diváci: 19 633 rozhodčí: Katalin Kulcsárová |
| Hermosová 9'          | Report | 7' (pen.), 75' (pen.) Rapinoeová | Stade Auguste-Delaune, Remeš diváci: 19 633 rozhodčí: Katalin Kulcsárová |

| 24. června 2019 21:00 |        |        |                                                                   |
| Švédsko               | 1 : 0  | Kanada | Parc des Princes, Paříž diváci: 38 078 rozhodčí: Kate Jacewiczová |
| Blacksteniusová 55'   | Report |        | Parc des Princes, Paříž diváci: 38 078 rozhodčí: Kate Jacewiczová |

| 25. června 2019 18:00        |        |      |                                                                                 |
| Itálie                       | 2 : 0  | Čína | Stade de la Mosson, Montpellier diváci: 17 492 rozhodčí: Edina Alves Batistaová |
| Giacintiová 15' Galliová 49' | Report |      | Stade de la Mosson, Montpellier diváci: 17 492 rozhodčí: Edina Alves Batistaová |

| 25. června 2019 21:00      |        |                 |                                                                 |
| Nizozemsko                 | 2 : 1  | Japonsko        | Roazhon Park, Rennes diváci: 21 076 rozhodčí: Melissa Borjasová |
| Martensová 17', 90' (pen.) | Report | 43' Hasegawaová | Roazhon Park, Rennes diváci: 21 076 rozhodčí: Melissa Borjasová |

### Čtvrtfinále
| 27. června 2019 21:00 |        |                                        |                                                                   |
| Norsko                | 0 : 3  | Anglie                                 | Stade Océane, Le Havre diváci: 21 111 rozhodčí: Lucila Venegasová |
|                       | Report | 3' Scottová 40' Whiteová 57' Bronzeová | Stade Océane, Le Havre diváci: 21 111 rozhodčí: Lucila Venegasová |

| 28. června 2019 21:00 |        |                    |                                                                     |
| Francie               | 1 : 2  | USA                | Parc des Princes, Paříž diváci: 45 595 rozhodčí: Kateryna Monzulová |
| Renardová 81'         | Report | 5', 65' Rapinoeová | Parc des Princes, Paříž diváci: 45 595 rozhodčí: Kateryna Monzulová |

| 29. června 2019 15:00 |        |                                     |                                                                              |
| Itálie                | 0 : 2  | Nizozemsko                          | Stade du Hainaut, Valenciennes diváci: 22 600 rozhodčí: Claudia Umpiérrezová |
|                       | Report | 70' Miedemaová 80' Van der Gragtová | Stade du Hainaut, Valenciennes diváci: 22 600 rozhodčí: Claudia Umpiérrezová |

| 29. června 2019 18:30 |        |                                      |                                                                     |
| Německo               | 1 : 2  | Švédsko                              | Roazhon Park, Rennes diváci: 25 301 rozhodčí: Stéphanie Frappartová |
| Magullová 16'         | Report | 22' Jakobssonová 48' Blacksteniusová | Roazhon Park, Rennes diváci: 25 301 rozhodčí: Stéphanie Frappartová |

### Semifinále
| 2. července 2019 21:00 |        |                            |                                                                               |
| Anglie                 | 1 : 2  | USA                        | Parc Olympique Lyonnais, Lyon diváci: 53 512 rozhodčí: Edina Alves Batistaová |
| Whiteová 19'           | Report | 10' Pressová 31' Morganová | Parc Olympique Lyonnais, Lyon diváci: 53 512 rozhodčí: Edina Alves Batistaová |

| 3. července 2019 21:00 |           |         |                                                                                 |
| Nizozemsko             | 1 : 0 pp. | Švédsko | Parc Olympique Lyonnais, Lyon diváci: 48 452 rozhodčí: Marie-Soleil Beaudoinová |
| Groenenová 99'         | Report    |         | Parc Olympique Lyonnais, Lyon diváci: 48 452 rozhodčí: Marie-Soleil Beaudoinová |

### O 3. místo
| 6. července 2019 17:00 |        |                                 |                                                |
| Anglie                 | 1 : 2  | Švédsko                         | Allianz Riviera, Nice diváci: 20 316 rozhodčí: |
| Kirbyová 31'           | Report | 11' Asllaniová 22' Jakobssonová | Allianz Riviera, Nice diváci: 20 316 rozhodčí: |

### Finále
| 7. července 2019 17:00               |        |            |                                                                              |
| USA                                  | 2 : 0  | Nizozemsko | Parc Olympique Lyonnais, Lyon diváci: 57 900 rozhodčí: Stéphanie Frappartová |
| Rapinoeová 61' (pen.) Lavelleová 69' | Report |            | Parc Olympique Lyonnais, Lyon diváci: 57 900 rozhodčí: Stéphanie Frappartová |

## Kritika související s MS ve Francii

### Nižší zájem českých médií o šampionát
Novinářky Hana Kuncová a Fatima Rahimi si všimly nízkého zájmu českých médií o šampionát žen ve Francii v porovnání se zahraničím, ale také v porovnání s mužským fotbalovým mistrovstvím. Jako příklad uvedly, že Česká televize vysílá celá pásma mužského fotbalu, ale jakmile jde o ženský fotbal, je těžké najít aspoň zmínku v Brankách bodách vteřinách. Když tak chce divák zápasy sledovat, je náročnější je najít někde v médiích. IVysilani.cz je ale například obsahuje všechny. V zahraničních médiích přitom denně vychází několik článků s hloubkovými rozbory zápasů a podobně. Navíc ve světě zápasy například moderují ženy, zatímco v Česku jsou studia často obsazená výhradně mužsky.

### Nerovnost mužského a ženského fotbalu
Novinářky Hana Kuncová a Fatima Rahimi si všimly i nerovnosti mezi ženským a mužským fotbalem ve většině zemí kromě Kanady a USA, kde mají oba sporty velmi podobné postavení co do prestiže i podmínek. Nejlepší hráčka světa Ada Hegerbergová se například MS ve Francii nezúčastnila, čímž protestovala proti platové nerovnosti mezi sportovci a sportovkyněmi na základě pohlaví. Třináctinásobný rozdíl přitom prezident FIFA Gianni Infantino obhajuje čtyřikrát menší sledovaností ženského fotbalu.

### 13gólové vítězství Američanek nad Thajkami
V zápase s Thajkami Američanky oslavovaly každý gól, kterých nasázely hned 13, což vyvolalo kritiku. Bývalý americký útočník Taylor Twellman k tomu uvedl: „Oslavování devátého gólu v mých ústech zanechal hořkost. Jsem zvědavý, jestli se za to po zápase někdo omluví.“ Mezi názory se řešilo, jestli Američanky góly slavily moc a nebo málo, když i desátý, jedenáctý nebo dvanáctý gól Američanky slavily s celou lavičkou. Argumentem bylo například to, že některé z hráček daly poprvé v kariéře gól na MS světa, což vyvolá nepochybně štěstí.